# Голови Тернопільської обласної державної адміністрації
Голову ОДА призначає Президент України за поданням КМ України на термін своїх повноважень. Представниками Президента України у Тернопільській області із набуттям Україною статусу незалежної держави були:
- Гром'як Роман Теодорович (23 березня 1992 — 15 січня 1994),
- Косенко Борис Григорович (14 лютого 1994 — 11 липня 1995).

1995 Указом Президента України введена посада голови ОДА. Головами Тернопільської ОДА були:
- Косенко Борис Григорович (11 липня 1995[2] — 6 вересня 1996[3]),
- Бойко Богдан Федорович (7 вересня 1996[4] — 20 квітня 1998[5]),
- Вовк Василь Григорович (20 квітня 1998[6] — 13 вересня 1999[7]),
- Коломийчук Василь Степанович (13 вересня 1999[8] — 26 квітня 2002[9]).
- Курницький Іван Іванович (26 квітня 2002[10]  — 15 липня 2004[11])
- Цимбалюк Михайло Михайлович (17 липня 2004[12] — 19 січня 2005[13])
- Стойко Іван Михайлович (4 лютого 2005[14] — 22 жовтня 2007[15])
- Чижмарь Юрій Васильович (22 жовтня[16] 2007[17] — 6 квітня 2010[18])
- Сухий Ярослав Михайлович (6 квітня 2010[19] — 16 червня 2010[20])
- Цимбалюк Михайло Михайлович (16 червня 2010[21] — 21 грудня 2010[22])
- Хоптян Валентин Антонович (21 грудня 2010[23] — 2 березня 2014[24])
- Сиротюк Олег Мирославович (2 березня[25] — 18 листопада[26] 2014)
- Барна Степан Степанович (2 квітня 2015[27] — 11 червня 2019[28])
- Сопель Ігор Михайлович (31 жовтня 2019[29] — 18 березня 2020[30])
- Труш Володимир Любомирович (19 березня 2020[31] — 29 грудня 2023[32])
- Негода В'ячеслав Андронович (з 24 серпня 2024[33])